# Ophidian

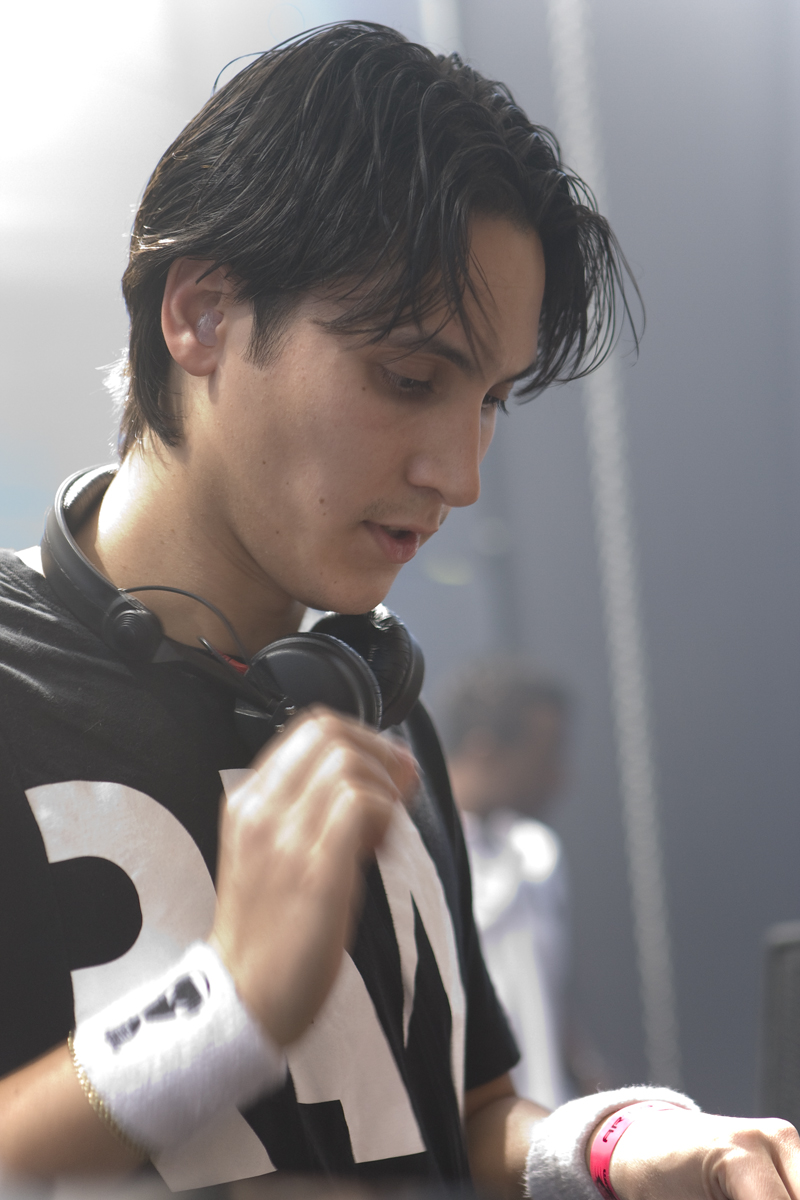
Ophidian live auf der Intoxicated 2009

Ophidian (bürgerlich: Conrad Hoyer; * 1. September 1981) ist ein niederländischer Hardcore Techno-DJ sowie Musikproduzent. Weitere seiner Pseudonyme sind „Cubist Boy“, „Meander“, „Raziel“, „Trypticon“ und „10 CLS“.

## Privates
Im Alter von fünf Jahren bekam Hoyer seine ersten Klavierstunden. 1993 begann er bereits mit elf Jahren mit dem Mixen. Dabei nahm er mit einem Freund ein paar Mixtapes mit Hilfe eines Kassettenrecorders und eines Keyboard auf. Laut seiner Aussage waren die Mixtapes eher schlecht, aber er lernte dabei viel über die Struktur von Liedern. Im Jahr 1995 begann Hoyer mit seinem Computer Musik aufzunehmen. Dies war für Hoyer die Basis um seriös mit seiner Musik und einer Schulausbildung weiterzumachen. Er studierte ab 2001 Musiktechnik an der Kunstuniversität Utrecht (HKU). Während seines Studiums lernte er viel über die theoretischen und technischen Aspekte der Musik.

## Musikalischer Werdegang
1998 überzeugte er mit einer Demo-CD Patrick van Kerckhoven von seinem Können, so dass dieser ihm wenig später mit 16 Jahren seinen ersten Vertrag bei den Plattenlabeln „Gangsta Audiovisuals“ und „Supreme Intelligence“ – beides Sublabels von Patrick van Kerckhoven – anbot. Im Jahr 2001 vollzog Hoyer eine große Veränderung: Waren die ersten Tracks noch unter dem Namen Trypticon veröffentlicht wurden, so kamen ab diesem Jahr alle seine Tracks unter dem Pseudonym Ophidian heraus, da das Trypticon Project abgeschlossen war und Ophidian als neues Projekt begann. Der Name ist geprägt durch den niederländischen Hardcore-Techno-DJ „Tapage“ und wurde von Hoyer zunächst bei seiner Nebenprojekte beim langsameren Label Supreme Intelligence genutzt. Als er später zu Enzyme Records wechselte, wurde dies sein Hauptpseudonym. Außerdem richtete er sich 2001 sein eigenes Aufnahmestudio ein. Sein erster großer Erfolg war der Track „Butterfly VIP“, welcher 2004 erschien. Damit gelang es ihm, regelmäßig bei Festivals wie Thunderdome und Masters of Hardcore aufzutreten.
Inzwischen hat Hoyer eigene Labels: „Meta4“ und „MetaO“. Mit „Meta4“ wollen Hoyer und Patrick van Kerckhofen neuen Talenten Gelegenheit bieten, um an die Öffentlichkeit zu gelangen. Von 2002 bis 2012 veröffentlichte Hoyer 5 Soloalben: Blackbox, Betrayed by Daylight, To Sing of Desecration, Between the Candle and the Stars und Gazing long into the Abyss unter dem Pseudonym Meander.
Hoyers musikalischer Stil reicht von Industrial Hardcore, Mainstyle, Doomcore, und Breakcore, bis zu IDM und Hard Techno und besitzt des Öfteren Einflüsse aus klassischer Musik.